# Angustalius besucheti
Angustalius besucheti là một loài bướm đêm trong họ Crambidae.